# Ody Saban
Ody Saban est une artiste plasticienne  et peintre française née le 30 avril 1953 à Istanbul,. Elle est associée aux courants de l'Art brut, Hors-les-normes et du Surréalisme.

## Biographie
Ody Saban est élevée dans un contexte fortement imprégné des trois religions monothéistes ; cela marque durablement son univers artistique.
« Artiste inclassable, cette dessinatrice est parfois étiquetée brute, d'autres fois surréaliste ou encore contemporaine. Si elle a étudié dans des écoles d'art, elle n'en conserve pas moins une imagination inépuisable, une liberté médusante et une inspiration débridée ».
« La dernière série de peintures d'Ody Saban représente de grands bateaux volants qui la relient à l'utopie révolutionnaire célèbrent à sa façon érotique et amoureuse. Ody Saban dessine à l’encre de Chine sur du papier de soie, papiers de l'extrême orient, pratique l'aquarelle et la peinture (huile et acrylique). Ces sortes de broderies aux couleurs chaudes rappellent les miniatures, mais aussi l’univers cosmopolite, ce dont elle reste imprégnée. Ses dessins évoquent l'érotisme amoureux et chaque feuille est remplie d’enchevêtrements de corps, de visages, de fleurs, exprimant ainsi la plénitude féminine ».
Elle fait partie du collectif « Art et Regard des Femmes ».